# Funimation
Funimation a fost un serviciu de streaming over-the-top de abonament video la cerere american. Lansat în 2016, serviciul a fost unul dintre distribuitorii lideri de anime și alte proprietăți străine de divertisment în America de Nord. A transmis seriale populare ca Dragon Ball, One Piece, Demon Slayer: Kimetsu no Yaiba,  Yu Yu Hakusho, My Hero Academia, Attack on Titan, Fairy Tail, Black Clover, Fruits Basket, Assassination Classroom și Tokyo Ghoul printre multe altele. Serviciul și compania sa părinte au fost achiziționate de Sony, care a condus serviciul prin Sony Pictures Entertainment din 2017 până în 2019 și apoi prin SPE și Aniplex al Sony Music Entertainment Japan din 2019 până la închiderea sa în 2024. În 2021, Sony a achiziționat Crunchyroll.
În martie 2022, Funimation Global Group, compania părinte a serviciului, s-a redenumit Crunchyroll, LLC și o majoritate largă a catalogului său a fost mutat la Crunchyroll; însă, serviciul de streaming Funimation a rămas activ și a continuat să distribuie titluri licențiate inițial de compania Funimation înainte de fuziune până când a fost închis în aprilie 2024.